# Navarredonda de Gredos
Navarredonda de Gredos es un municipio y localidad española de la provincia de Ávila, en la comunidad autónoma de Castilla y León. La localidad está situada a 1523 m sobre el nivel del mar —se trata de la segunda cabeza de municipio más alta de la provincia— al norte de la sierra de Gredos. Cuenta con una población de 446 habitantes (INE 2024).

## Geografía

### Ubicación
Navarredonda de Gredos está situada en el sur de la provincia Ávila, en la vertiente norte de la sierra de Gredos. La cabeza de municipio, situada a 1523 m s. n. m., es la quinta más alta de España y la segunda más alta de Ávila y de Castilla y León, después de la cercana localidad abulense de Hoyos de Miguel Muñoz. El punto extremo en altitud del término municipal corresponde al peñón del Mediodía (2219 m s. n. m.), situado en su extremo sur en el límite con el municipio de El Hornillo. El punto de menor altitud correspondería al lugar por el cual el río Tormes abandona el municipio en el límite occidental (aproximadamente 1400 m s. n. m.).
| Noroeste: San Martín de la Vega del Alberche | Norte: San Martín de la Vega del Alberche y Navadijos | Noreste: Hoyos de Miguel Muñoz y Navadijos             |
| Oeste: Hoyos del Espino                      |                                                       | Este: San Martín del Pimpollar y Hoyos de Miguel Muñoz |
| Suroeste: El Hornillo                        | Sur: El Arenal                                        | Sureste: El Arenal                                     |

### Geología
El sistema Central del cual forma parte la sierra de Gredos es una cordillera cuyos materiales provienen de la orogenia hercínica, hace aproximadamente 300 millones de años. Sin embargo el relieve actual data de la orogenia alpina, hace aproximadamente 30 millones de años, cuando ésta se elevó por encima de la meseta, formada esta última del mismo tipo de material. Está compuesta principalmente de rocas metamórficas y plutónicas. Durante la orogenia alpina, mientras que la cuerda principal de la sierra de Gredos se elevó por encima de los 2000 m, a ambos lados se produjeron fallas de hundimiento. En la principal, la fosa del Tiétar, en la vertiente sur, el hundimiento fue mayor, con alturas mínimas de alrededor de 200 m. Sin embargo, el hundimiento no fue simétrico, pues la parte norte, que hoy corresponde a los valles del Tormes y del Alberche, presenta alturas muy superiores. Navarredonda de Gredos, situada algo al norte del curso alto del río Tormes, está pues situada a una gran altura, 1523 m sobre el nivel del mar. Esta diferencia de altura, unida a la orientación norte, es la razón por la cual los procesos geológicos que han determinado las características de la vertiente en última instancia, han sido, al contrario que en la vertiente sur, procesos glaciales del cuaternario.
Los terrenos sobre los que se asienta el municipio son rocas plutónicas, de baja permeabilidad o impermeables. Los suelos están formados principalmente de granodioritas —biotita porfídica— y además granodiorita con cordierita en la parte norte y granitoide inhomogéneo / migmatitas en la parte norte. Existe una intrusión de arcosas/arcillas en la parte este del término municipal, en el emplazamiento denominado «Los Boquerones». Por otra parte, los suelos terciarios y cuaternarios se distribuyen en torno a los cauces del Tormes y los diversos arroyos del municipio. A lo largo de la falla de “Navarredonda - Paramera”, que atraviesa el municipio en dirección SO-NE, existen filones de cuarzo.

### Hidrografía

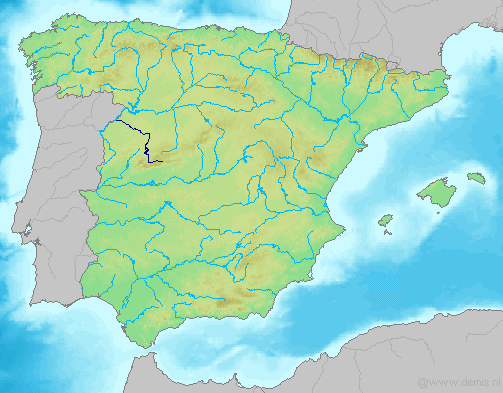
Mapa del curso del río Tormes

La mayor parte del municipio pertenece a la subcuenca hidrográfica del Tormes, que pertenece a su vez a la cuenca del río Duero, aunque la parte este del término municipal que limita con San Martín del Pimpollar vierte sus aguas a la cuenca del río Alberche, afluente del río Tajo. El principal río es el Tormes, que nace dentro del municipio y transcurre por el término en dirección oeste.

### Clima

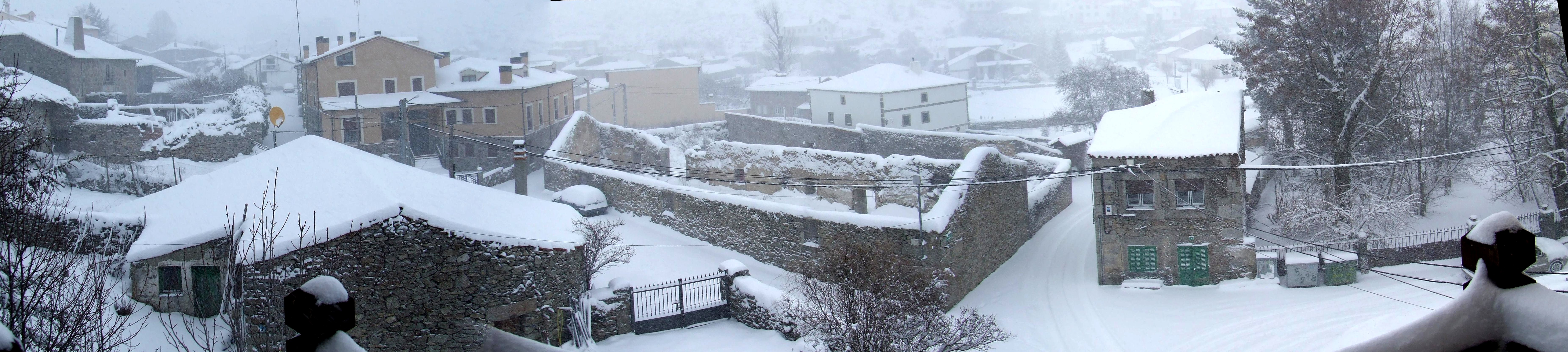
Panorámica de la localidad tras una nevada

De acuerdo a los informes del Atlas Climático Ibérico se puede clasificar al clima de Navarredonda de Gredos como un clima en el límite entre un clima Csb (mediterráneo de veranos frescos) y un clima continental de verano seco Dsb según la clasificación climática de Köppen. Este tipo de clima se caracteriza por inviernos fríos, con temperaturas medias diarias promedio por debajo de los 0 °C en los meses invernales de manera regular, una estación seca en el verano con temperaturas frescas y una precipitación que se concentra sobre todo en los meses más fríos del año.
| Parámetros climáticos promedio de Navarredonda de Gredos en el periodo 1966-1991 | Parámetros climáticos promedio de Navarredonda de Gredos en el periodo 1966-1991 | Parámetros climáticos promedio de Navarredonda de Gredos en el periodo 1966-1991 | Parámetros climáticos promedio de Navarredonda de Gredos en el periodo 1966-1991 | Parámetros climáticos promedio de Navarredonda de Gredos en el periodo 1966-1991 | Parámetros climáticos promedio de Navarredonda de Gredos en el periodo 1966-1991 | Parámetros climáticos promedio de Navarredonda de Gredos en el periodo 1966-1991 | Parámetros climáticos promedio de Navarredonda de Gredos en el periodo 1966-1991 | Parámetros climáticos promedio de Navarredonda de Gredos en el periodo 1966-1991 | Parámetros climáticos promedio de Navarredonda de Gredos en el periodo 1966-1991 | Parámetros climáticos promedio de Navarredonda de Gredos en el periodo 1966-1991 | Parámetros climáticos promedio de Navarredonda de Gredos en el periodo 1966-1991 | Parámetros climáticos promedio de Navarredonda de Gredos en el periodo 1966-1991 | Parámetros climáticos promedio de Navarredonda de Gredos en el periodo 1966-1991 |
| Mes                                                                              | Ene.                                                                             | Feb.                                                                             | Mar.                                                                             | Abr.                                                                             | May.                                                                             | Jun.                                                                             | Jul.                                                                             | Ago.                                                                             | Sep.                                                                             | Oct.                                                                             | Nov.                                                                             | Dic.                                                                             | Anual                                                                            |
| -------------------------------------------------------------------------------- | -------------------------------------------------------------------------------- | -------------------------------------------------------------------------------- | -------------------------------------------------------------------------------- | -------------------------------------------------------------------------------- | -------------------------------------------------------------------------------- | -------------------------------------------------------------------------------- | -------------------------------------------------------------------------------- | -------------------------------------------------------------------------------- | -------------------------------------------------------------------------------- | -------------------------------------------------------------------------------- | -------------------------------------------------------------------------------- | -------------------------------------------------------------------------------- | -------------------------------------------------------------------------------- |
| Precipitación total (mm)                                                         | 81.3                                                                             | 78.7                                                                             | 46.7                                                                             | 82.4                                                                             | 73.0                                                                             | 50.3                                                                             | 22.3                                                                             | 17.0                                                                             | 39.5                                                                             | 95.5                                                                             | 121.2                                                                            | 91.1                                                                             | 798.9                                                                            |
| Días de lluvias (≥ 1 mm)                                                         | 4.8                                                                              | 5.0                                                                              | 3.5                                                                              | 7.7                                                                              | 8.5                                                                              | 6.0                                                                              | 3.1                                                                              | 2.1                                                                              | 5.1                                                                              | 8.6                                                                              | 8.3                                                                              | 5.8                                                                              | 68.5                                                                             |
| Días de nevadas (≥ 1 mm)                                                         | 5.5                                                                              | 7.1                                                                              | 5.2                                                                              | 5.0                                                                              | 2.1                                                                              | 0.1                                                                              | 0.0                                                                              | 0.0                                                                              | 0.0                                                                              | 0.8                                                                              | 3.0                                                                              | 4.3                                                                              | 33.1                                                                             |
| Fuente: Agencia Estatal de Meteorología                                          |                                                                                  |                                                                                  |                                                                                  |                                                                                  |                                                                                  |                                                                                  |                                                                                  |                                                                                  |                                                                                  |                                                                                  |                                                                                  |                                                                                  |                                                                                  |

### Vegetación

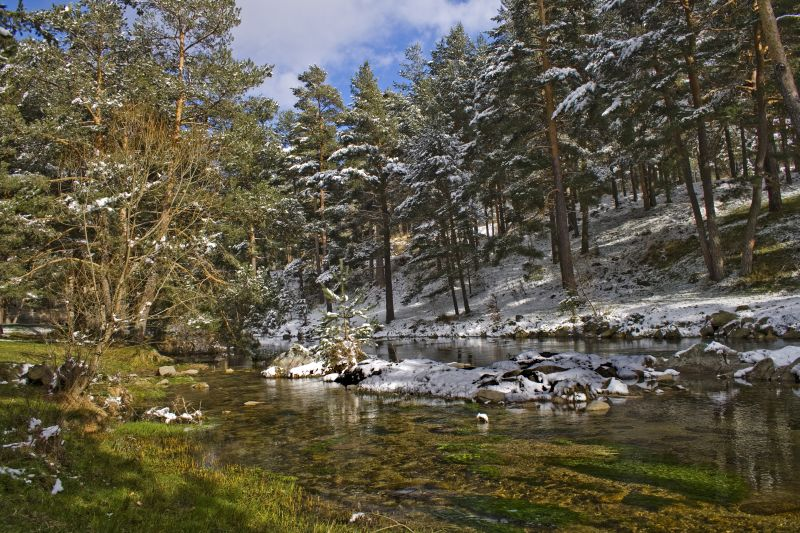
Entorno de Navarredonda de Gredos

En los alrededores de la localidad de Navarredonda de Gredos y la vecina de Hoyos del Espino existen numerosas manchas de pino albar (Pinus sylvestris). Hay cierta controversia acerca del carácter autóctono de las poblaciones de Pinus sylvestris en la vertiente norte de la sierra de Gredos. De manera tradicional y mayoritaria se ha considerado que las masas de pinos del entorno de Navarredonda de Gredos y Hoyos del Espino constituyen «repoblaciones antiguas». Sin embargo en la actualidad existen publicaciones que defienden sobre la base de estudios palinológicos que el pino albar fue parte del paisaje de la sierra de Gredos durante todo el holoceno. Las primeras citas históricas que atestiguan el aprovechamiento forestal de las masas de pinos en la vertiente norte de la sierra de Gredos zona se remontan al siglo XV (1405 y 1417).

## Historia
Aunque los árabes no demostraron un gran interés en la zona, fue probable que algunos pastores bereberes se establecieran en la región y evolucionaran la ganadería introduciendo el ganado ovino y generalizando la trashumancia. La repoblación cristiana de la zona no fue rápida, y sólo a partir del siglo XIII comenzó el nacimiento de nuevos núcleos de población en el valle. El libro de la Montería de Alfonso XI cita a esta región. Se interpreta que hacia la época del libro, mediados del siglo XIV, el entorno de Navarredonda se encontraba en un estado transitorio, con un paisaje con bosques y vida animal, pero ya con muestras de la incipiente transformación antrópica del territorio que predominaría a continuación, con la presencia de una red de caminos y numerosas aldeas y construcciones.

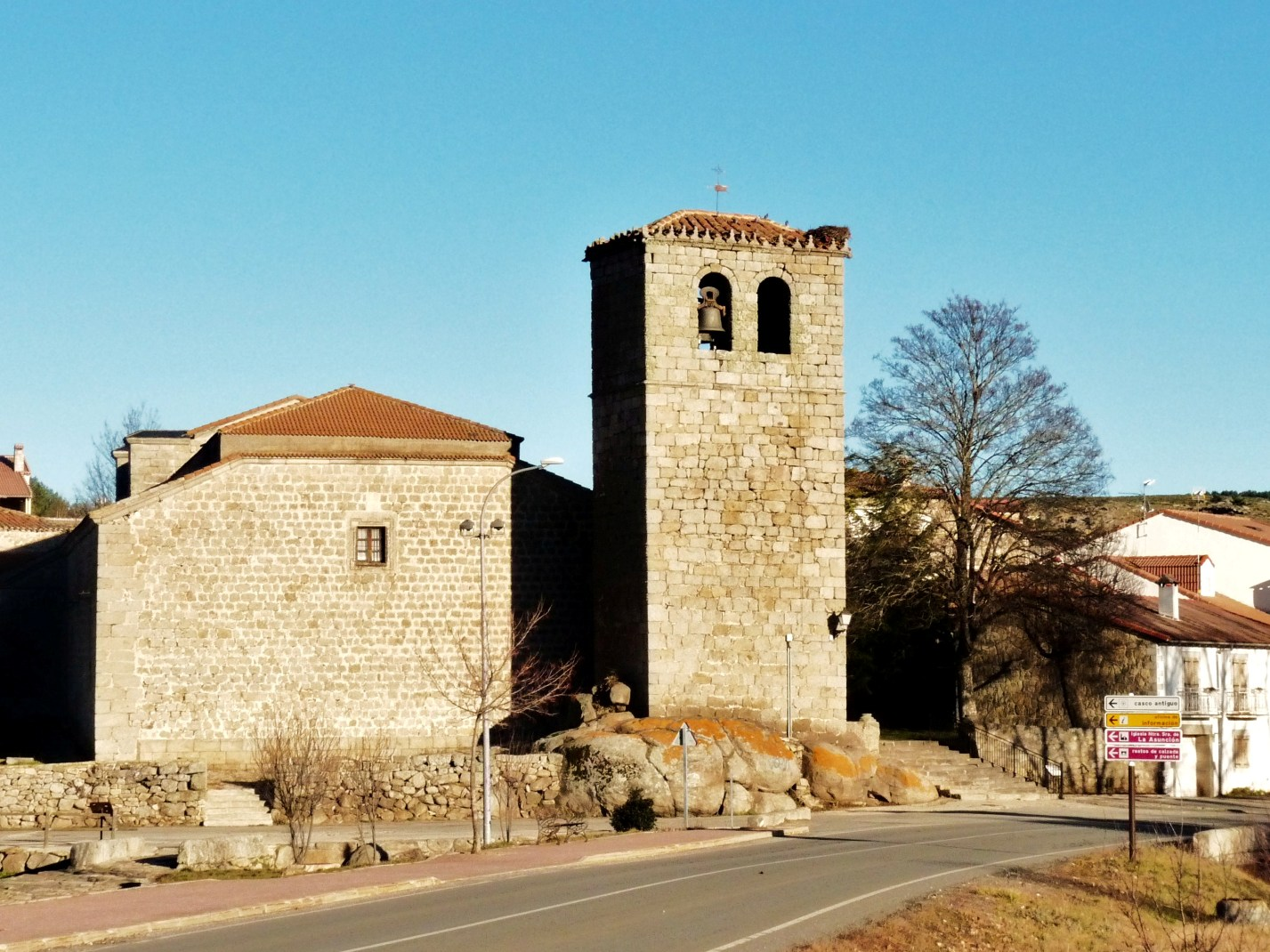
Iglesia de Navarredonda de Gredos

Durante la Baja Edad Media la zona de la sierra de Gredos cobró cierta importancia con la aparición de los caminos del Concejo de la Mesta. El concejo de Piedrahíta —al que pertenecía Navarredonda de Gredos— nació a principios del siglo XIII al otorgarle fueros Alfonso VIII de Castilla. Sin embargo, como atestiguaban las ordenanzas municipales de Navarredonda de 1459, ésta mantuvo cierta autonomía.
Las tierras del señorío de Valdecorneja fueron adjudicadas a la Casa de Alba en 1469, con intención de limitar el poder de los concejos de Ávila y Plasencia. Entre los siglos XV y XVII se alcanzó la densidad de población máxima, estimada superior a los 10 hab./km². Navarredonda empezó a destacar por un importante desarrollo del sector de la carretería.

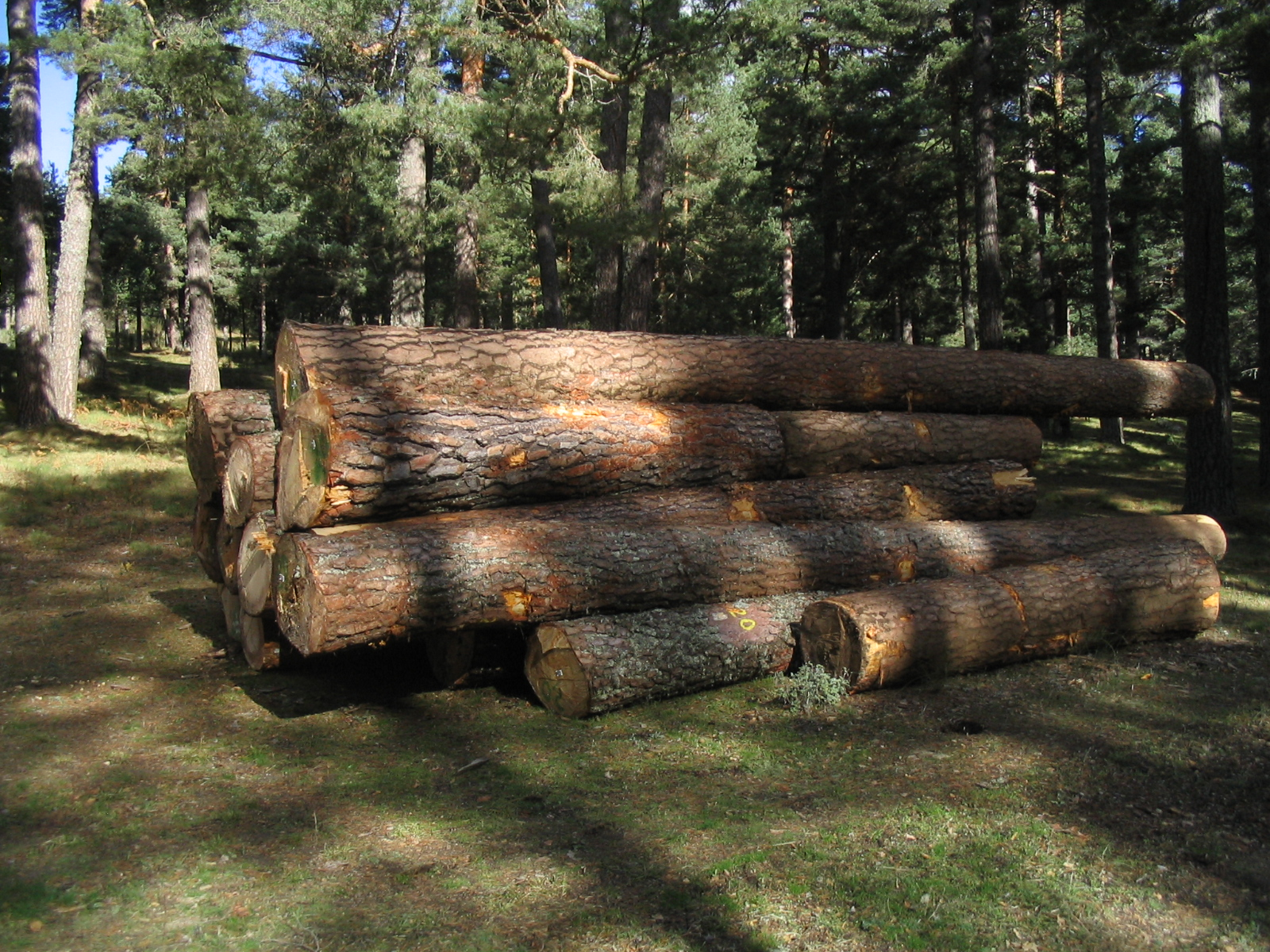
Troncos cortados en el término municipal

La crisis de la ganadería lanera castellana y su textil de finales del siglo XVI y del siglo XVII provocó un declive demográfico dramático de Navarredonda y su entorno. La recuperación demográfica, aunque no llegó a un nivel equivalente al del siglo XVI, se propició a partir del cambio de modelo económico-ganadero, cambiando la cabaña ovina por la vacuna. En el siglo XIX el principal cambio que afrontó la población fueron la supresión de los señoríos, las desamortizaciones y el fin de la Mesta, en un contexto de aislamiento creciente con respecto a las principales vías de transporte. Durante el siglo XIX la elevada natalidad dio lugar a una superpoblación del territorio. Esta superpoblación se agudizó en los años de inmediatos de la posguerra del siglo XX con episodios de hambre que preludiaron una fuerte inmigración y decadencia demográfica a partir de 1950.
Un año antes del inicio de la guerra civil española, en junio de 1935, se produjo en el Parador de Gredos —perteneciente al municipio— la reunión de una junta de la cúpula falangista, en la que se estableció el objetivo de dar un golpe militar.

## Demografía
Navarredonda de Gredos cuenta con una población de 446 habitantes (INE 2024).
| Gráfica de evolución demográfica de Navarredonda de Gredos entre 1842 y 2021 |
| |
| Población de derecho según los censos de población del INE. Población de hecho según los censos de población del INE.En estos censos se denominaba Navarredonda: 1842 y 1857. En estos censos se denominaba Navarredonda de la Sierra: 1860, 1877, 1887, 1897, 1900, 1910, 1920, 1930, 1940, 1950 y 1960. |

Dentro del término existe un núcleo de población, Barajas (138 habitantes en 2011) a 1 km al oeste del núcleo principal (334 habitantes).
El municipio tiene una superficie de 78.81 km2.

## Economía
Navarredonda de Gredos, antaño una localidad eminentemente ganadera, está orientada principalmente en la actualidad a la explotación turística de su entorno natural. Además del Parador de Gredos, el municipio cuenta con varias empresas que ofrecen rutas ecuestres a los turistas y varios campamentos y cámpings de verano. La sierra de Gredos ofrece la posibilidad de practicar esquí de fondo en invierno.

## Comunicaciones
Las carretera principal que transcurre por el municipio es la AV-941 (Venta de Rasquilla, N-502 - El Barco de Ávila). Otra carretera secundaria es la AV-P-510 que comunica Barajas con San Martín de la Vega del Alberche.

## Símbolos
El escudo heráldico y la bandera que representan al municipio fueron aprobados el 19 de mayo de 1999. El escudo se blasona de la siguiente manera:

Escudo de forma española en campo de plata cortinado de gules, cabeza de cabra animada de gules en abismo. En Campaña,río con ondas de azur y plata, bordura componada de plata y azur al timbre, corona Real de España.
Boletín Oficial de Castilla y León nº 146 de 30 de julio de 1999

La descripción textual de la bandera es la siguiente:

Bandera cuadrada de proporción 1:1, de color carmesí, y en su centro el escudo municipal en sus colores.
Boletín Oficial de Castilla y León nº 146 de 30 de julio de 1999

## Patrimonio

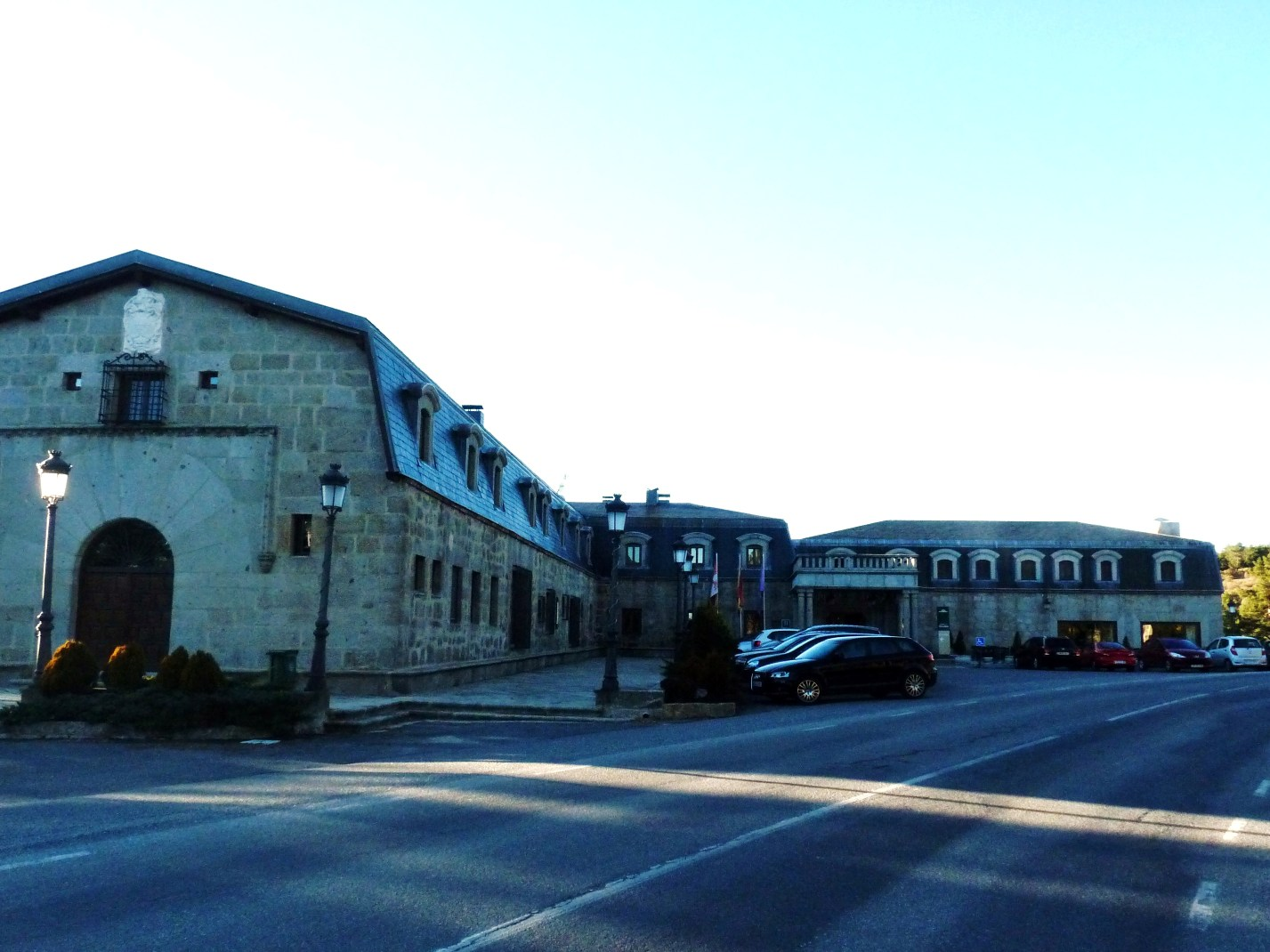
Parador de Gredos

En el municipio se encuentra el Parador de Gredos, inaugurado en 1928 por el rey Alfonso XIII, fue el primer hotel de la Red Nacional de Paradores.
La iglesia de Nuestra Señora de la Asunción fue construida en el siglo XVI en estilo gótico tardío; la torre del campanario es independiente de la nave principal.